# Giovanni Pietro della Torre
Giovanni Pietro della Torre (ur. 1660 w Czechach, zm. 28 lutego 1711 w Pradze) – nadworny mistrz budowniczy, rzeźbiarz okresu baroku.
30 października 1663 roku Giovanni Pietro della Torre oraz rodzina ojca, zostali obywatelami Pragi.
Giovanni był synem Francesco della Torre, królewskiego budowniczego, oraz Franciszki Carlonin. Ojciec pracował u mistrza budowlanego, Carlo Lurago głównie na terenie Czech oraz Pragi.
Od roku 1674 Giovanni pobierał nauki u mistrza budowlanego Ambrosiusa Ferrethi, któremu zlecono budowę tzw. Traktu Leopolda w Hofburgu w Wiedniu.

## Prace
- 1680: Katedra św. Szczepana w Pasawie według projektu Carlo Lurago.
- 1688: Zamek na Hradczanach.
- 1694–1697: Pałac Sramota w Pradze, Architekt Paul Ignaz Bayer, zniszczona w 1925.
- 1699–1700: Pałac Clam-Gallas w Pradze, Architekt Marc Antonio Canevalle.

## Literatura
- Preiss Pavel: Italsti umelci v Praze. (Italienische Künstler in Prag) 1986.
- Ludger Drost: Der Passauerdom des Carlo Lurago. Magisterarbeit 1992.
- Václav Ledvinka, Bohumir Mraz, Vit Vlnas: Prazske Paláce-Prager Paläste. Einführung in tschechisch, deutsch und italienisch. Prag 1995.
- Pavla Vlcka und Autorenteam: Umelecké památky Prahy, Staré mesto, Josefov. Academia Prag 1996.
- Helmuth Furch: In Mitteilungen des Museums- und Kulturvereines Kaisersteinbruch.